# Tereza (píseň)
„Tereza“ je česká píseň z roku 1964. Pochází z autorské dílny divadla Semafor, kdy text napsal Jiří Suchý a hudbu Jiří Šlitr. Byla napsána pro filmový muzikál Kdyby tisíc klarinetů, kde ji interpretoval Waldemar Matuška. Často nechybí u táboráků či na oslavách.